# Bombus pyrosoma
Bombus pyrosoma là một loài Hymenoptera trong họ Apidae. Loài này được Morawitz mô tả khoa học năm 1890.